# سیتی‌گروپ سنتر سیدنی
سیتی‌گروپ سنتر سیدنی، (به انگلیسی: Citigroup Centre Sydney) آسمان‌خراش ۵۰ طبقه به ارتفاع ۲۰۶ متر، با کاربری اداری-تجاری است، که در شهر سیدنی، نیو ساوت ولز، استرالیا مستقر می‌باشد. پروژه ساخت این ساختمان در سال ۱۹۹۷ آغاز شد و در سال ۲۰۰۰ تکمیل و افتتاح گردید. ساختمان اداری و شعبه مرکزی شرکت خدمات مالی سیتی‌گروپ استرالیا در ساختمان سیتی‌گروپ سنتر سیدنی قرار دارد.